# Dakulun
Dakulun (kinesiska: 大库伦, 大库伦乡) är en socken i Kina. Den ligger i den autonoma regionen Inre Mongoliet, i den norra delen av landet, omkring 190 kilometer nordost om regionhuvudstaden Hohhot. Antalet invånare är 13204. Befolkningen består av 6 409 kvinnor och 6 795 män. Barn under 15 år utgör 11,0 %, vuxna 15-64 år 75 %, och äldre över 65 år 13,0 %.
Genomsnittlig årsnederbörd är 490 millimeter. Den regnigaste månaden är juli, med i genomsnitt 130 mm nederbörd, och den torraste är februari, med 3 mm nederbörd.